# أوبري نغوما
أوبري نغوما (بالإنجليزية: Aubrey Ngoma)‏ هو لاعب كرة قدم جنوب أفريقي في مركز الوسط، ولد في 16 سبتمبر 1989 في Hammanskraal ‏ في جنوب أفريقيا. لعب مع أورلاندو بيراتس ونادي جامعة بريتوريا.

## وصلات خارجية
- أوبري نغوما على موقع قاعدة بيانات كرة القدم.إي يو (الإنجليزية)
- أوبري نغوما على موقع Soccerway.com (الإنجليزية)